# Breidablik
Breidablik (vieux norrois pour large-brillant), dans la mythologie scandinave, est le domaine du dieu Baldr. Il est situé dans les cieux (ou en Suède, selon la Ynglinga Saga), dans une contrée d'où le mal est banni.

## Dans la culture populaire
- Breidablik est un pistolet sacré dans Fire Emblem Heroes que l'invocateur utilise pour invoquer des héros provenant de différents jeux Fire Emblem.
- Dans le jeu sur PlayStation Xenogears, Bledavik est le nom de la capitale du royaume du désert d'Aveh sur le continent Ignas.